# ممنوعیت زنان

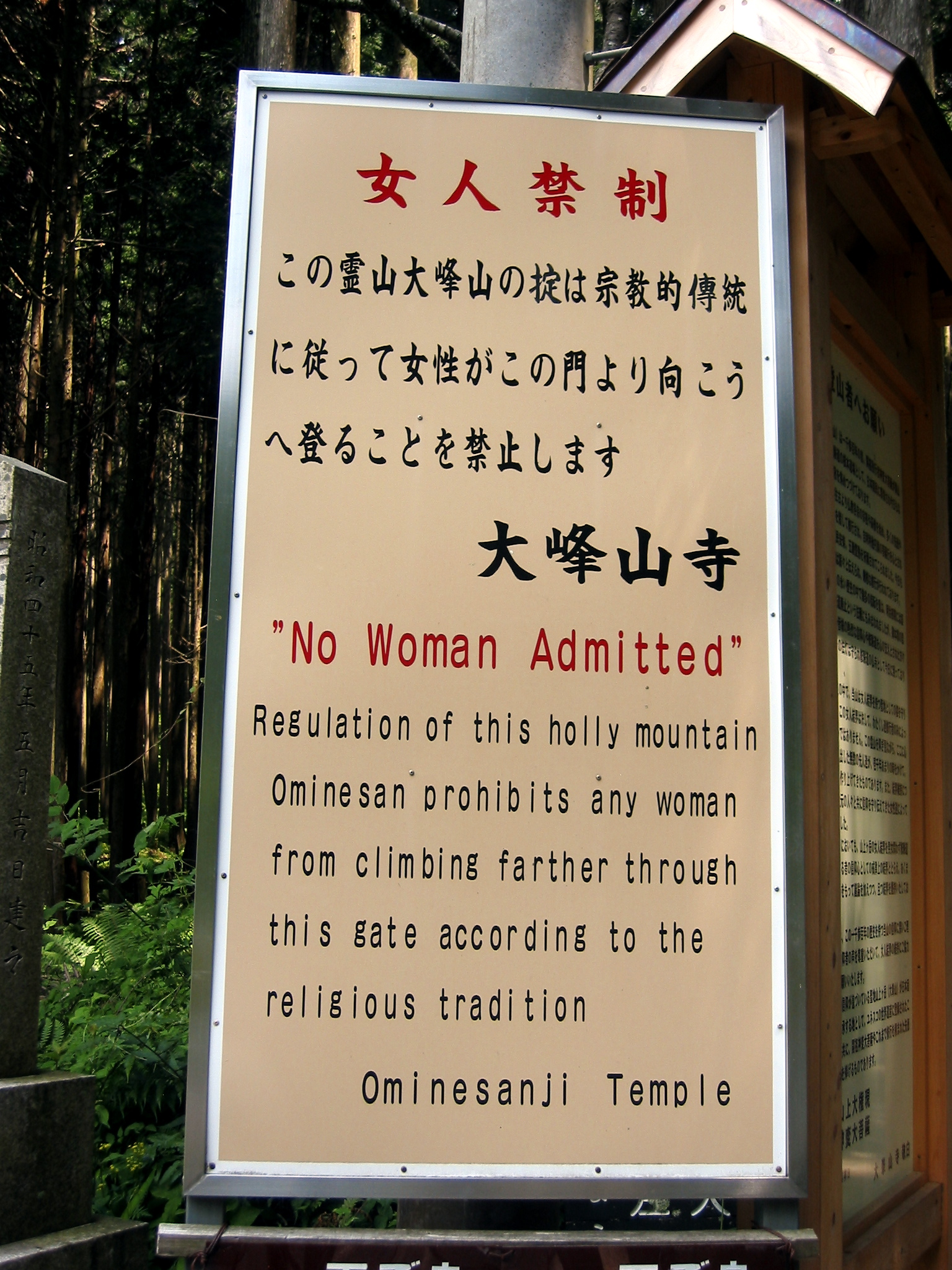
تابلوی ممنوعیت ورود زنان در کوه اومینه

ممنوعیت زنان، نیونین کینسی (به ژاپنی: 女人禁制)، واژه‌ای است در زبان ژاپنی که به رسمی اجتماعی در ژاپن مبنی بر ممنوعیت ورود زنان به برخی از مکان‌ها مقدس مانند معبد بودایی، معبد شینتویی، ریجو اشاره دارد. همین‌طور جدا از دلایل مذهبی می‌توان به ممنوعیت شرکت زنان در کابوکی اشاره کرد.
در قانون سامورایی‌ها نزدیک شدن زنان به این جنگجویان، از ۷–۳ روز قبل از عزیمت به میدان جنگ و در میدان‌های جنگ ممنوع بود. این قانون به این دلیل بود که سامورایی‌ها انرژی خود را نگه داشته و آماده جنگیدن باشند.
این واژه تنها در مورد ممنوعیت زنان در داخل ژاپن بکار نمی‌رود و در مقیاس جهانی نیز با همین مفهوم کاربرد دارد.

## ورود زنان به کوه‌های مقدس
کوه‌های زیر سابقه ممنوعت زنان داشته‌اند اما در بیشتر موارد این ممنوعیت برداشته شده‌است.
- سه کوه مقدس
  - کوه فوجی تا قبل از دوره میجی برای زنان ممنوع بود و در سال ۱۸۷۲ این ممنوعیت برداشته شد.
  - کوه هاکو
  - کوه تاته
- کوه هیئی
- کوه اونتاکه
- کوه کویا
- سه کوه دوا
  - کوه هاگورو
  - کوه گاسان
  - کوه یودونو
- کوه ایشیزوچی
- کوه اومینه
- کوه اوشیرو
- کوه تاته‌شینا

## ورود زنان به جزایر مقدس شینتو
- یاکوشیما
- اوکینوشیما

## برگزاری جشن‌های شینتویی
- جشن جیئون (کیوتو)
- هاکاتا جیئون یاماکاسا

## هنر
- کابوکی هنوز هم ادامه دارد
- نو (تئاتر) ممنوعیت برداشته شده‌است

## ورزش
- سومو تنها ورود و پا گذاشتن به میدان اصلی مسابقه برای زنان ممنوع است اما به عنوان تماشاگر ورود زنان به ورزشگاه برای دیدن سومو آزاد است.

## در دیگر کشورها
- کوه آتوس (یونان)
- اتاق خصوصی پاپ
- مکان‌های مقدس فراماسونری
- دانشگاه آکسفورد این ممنوعیت برداشته شده‌است.